# Mario Capecchi
Mario Ramberg Capecchi, italijansko-ameriški genetik in akademik, nobelovec, * 6. oktober 1937, Verona, Italija.
Capecchi je razvil metodo za ciljanje genov pri miših, s katero je možno izbijati točno določene gene ter s tem poustvariti mutacije, ki povzročajo dedne okvare. Metoda se je izkazala kot izjemno koristna za preučevanje teh okvar pri poskusnih živalih, kar zdaj pomaga razumeti enake okvare pri človeku. Leta 2007 je za svoje dosežke skupaj z Martinom Evansom in Oliverjem Smithiesom prejel Nobelovo nagrado za fiziologijo ali medicino.

## Življenje
Imel je izredno težko zgodnje otroštvo. Njegov oče je izginil na severnoafriškem bojišču med 2. svetovno vojno, mater pa je Gestapo zaradi sodelovanja v protifašistični skupini poslal v koncentracijsko taborišče Dachau. Tik pred vojno sta se starša dogovorila z rejniki da ga vzamejo k sebi, če se jima kaj zgodi, vendar že po kakšnem letu družina ni več mogla skrbeti zanj, tako da je pri petih letih starosti ostal brez vsega. Naslednjih nekaj let je živel skupaj z drugimi brezdomskimi otroci po ulicah severne Italije in občasno v sirotišnicah. Podhranjenega in okuženega s tifusom so se usmilili in ga sprejeli v bolnišnico v kraju Reggio Emilia, kjer ga je po vojni naposled našla mati. Praktično takoj po tem sta emigrirala v Združene države Amerike, kjer ju je k sebi vzel njegov stric, fizik Edward Ramberg.
Najprej se je šolal pri kvekerjih in s sodelovanjem v moštvenih športih počasi presegel medvojne travme. Nato je obiskoval Kolidž Antioch v Ohiu, kjer se je sprva usmeril v politologijo, vendar ga je bolj pritegnilo naravoslovje, še posebej molekularna biologija, s katero je prišel v stik med prakso na Tehnološkem inštitutu Massachusettsa. Po diplomi leta 1961 je tako vpisal podiplomski študij na Univerzi Harvard pri pionirju molekularne biologije in soodkritelju DNA Jamesu D. Watsonu ter doktoriral iz biofizike leta 1967.
Po doktoratu je postal predavatelj na Harvardu, vendar mu tamkajšnje živahno okolje ni bilo po godu, saj je želel delovati bolj samostojno in se ukvarjati z velikimi nerešenimi problemi molekularne biologije, način razmišljanja, ki mu ga je vcepil Watson. Zato je leta 1973 odšel na Univerzo Utaha v Salt Lake City. Tam se je domislil tehnike za tarčno mutiranje točno določenih genov pri sesalcih, vendar mu Nacionalni inštituti za zdravje niso odobrili raziskovalnega projekta, zato je tvegal nadaljnjo kariero in preusmeril denar od svojih drugih projektov. Tveganje se je obrestovalo. Uporabil je tehniko pridobivanja celičnih linij iz matičnih celic zarodkov miši, ki jo je pred tem razvil Martin Evans, in sočasno z Oliverjem Smithiesom ter neodvisno od njega razvil metodo homologne rekombinacije, s katero je lahko umetno mutiral in s tem okvaril (»izbil«) kateregakoli od 35.000 genov v genomu zarodne celice, nato pa vstavil mutirano celico nazaj v zarodek in vzgojil mutirane miši. Na račun tega preboja je v naslednjih dveh desetletjih postala miš eden glavnih modelnih organizmov v genetiki. Številne raziskovalne skupine so z izbijanjem različnih genov odkrile več sto analogov človeških dednih okvar, kar je odprlo možnost sistematičnega preučevanja povezanih bolezni in razvoja terapij.
Capecchi zdaj deluje kot profesor humane genetike na medicinski fakulteti Univerze Utaha in raziskovalec na Medicinskem inštitutu Howarda Hughesa. Z ženo in hčerko živi na odmaknjenem posestvu v hribih nad Salt Lake Cityjem. Kmalu po razglasitvi, da je prejemnik Nobelove nagrade, je z njim stopila v stik njegova mlajša polsestra, za katero do tedaj ni vedel. Njo je posvojila avstrijska družina in do leta 2007 je bila prepričana, da so vsi njeni sorodniki umrli med vojno.

## Priznanja

### Nagrade in častni naslovi
Tehnika homologne rekombinacije se je hitro uveljavila na področju genetike in Capecchi je za svoje delo prejel številna priznanja. Med pomembnejšimi so Franklinova medalja (1997), nagrada Alberta Laskerja za temeljne medicinske raziskave in nacionalna medalja znanosti (2001) ter Wolfova nagrada za medicino (2007). Leta 2007 si je z Evansom in Smithiesem razdelil še Nobelovo nagrado za fiziologijo in medicino. Poleg tega je bil sprejet za člana ameriške Nacionalne akademije znanosti.